# Inequação-produto
Inequação-produto é toda inequação na qual há um produto de termos. Note que o produto deve ser comparado a zero, para que seja possível avaliar os sinais dos fatores. A inequação é da forma:
{\displaystyle \prod _{i=1}^{N}f_{i}(x)\star 0}
onde é necessário que haja o produto de pelo menos dois polinômios.
Exemplo:
{\displaystyle (x-3)(x^{2}-4)\leq 0}

## Resolução
Há dois métodos principais de resolução da Inequação-Produto: o método de decomposição (método matemático) e o do Quadro de Sinais (método prático).

### Decomposição
Decompõe-se o produto em seus valores possíveis, obtêm-se o Conjunto Solução de cada valor e acha-se o valor geral possível:
{\displaystyle [f(x)][g(x)]>0\Leftrightarrow (f(x)>0\land g(x)>0)\lor (f(x)<0\land g(x)<0)}
{\displaystyle [f(x)][g(x)]<0\Leftrightarrow (f(x)>0\land g(x)<0)\lor (f(x)<0\land g(x)>0)}
etc...
Note que {\displaystyle \land } é o e lógico, equivalente à Interseção e que {\displaystyle \lor } é o ou lógico, equivalente à União.

#### Exemplo
{\displaystyle (x-2)(2x-3)>0}
{\displaystyle (x-2)>0\land (2x-3)>0}
{\displaystyle x-2>0\Leftrightarrow x>2\Leftrightarrow S_{1}}
{\displaystyle 2x-3>0\Leftrightarrow 2x>3\Leftrightarrow x>{\frac {3}{2}}\Leftrightarrow S_{2}}
{\displaystyle S_{1}\cap S_{2}\Leftrightarrow x>2\land x>{\frac {3}{2}}\Leftrightarrow x>2\Leftrightarrow S_{3}}
{\displaystyle (x-2)<0\land (2x-3)<0}
{\displaystyle x-2<0\Leftrightarrow x<2\Leftrightarrow S_{4}}
{\displaystyle 2x-3<0\Leftrightarrow 2x<3\Leftrightarrow x<{\frac {3}{2}}\Leftrightarrow S_{5}}
{\displaystyle S_{4}\cap S_{5}\Leftrightarrow x<2\land x<{\frac {3}{2}}\Leftrightarrow x<{\frac {3}{2}}\Leftrightarrow S_{6}}
{\displaystyle S_{3}\cup S_{6}\Leftrightarrow x>2\lor x<{\frac {3}{2}}\Leftrightarrow S}

### Quadro de Sinais

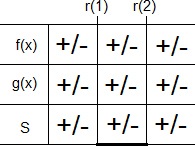
Imagem representando a disposição dos fatores e das raízes no Quadro de Sinais.

Passos para a resolução da inequação-produto pelo quadro se sinais:
1º) Obtêm-se o valor das raízes de cada fator da inequação-produto, igualando-os a zero.
2º) Após isso, estuda-se o sinal de cada fator.
3º) Então, faz-se um quadro de sinais, como mostrado na imagem, sendo {\displaystyle r_{1}} a raiz de {\displaystyle f(x)} e {\displaystyle r_{2}} a raiz de {\displaystyle g(x)}.
4º) O quadro determina o sinal de cada fator, dependendo do {\displaystyle x}, para cada fator e, posteriormente, do próprio produto, utilizando as regras de intervalos reais.

#### Exemplo
{\displaystyle (x-3)(7-x)\geq 0\Leftrightarrow 3\leq x\leq 7\Leftrightarrow S}

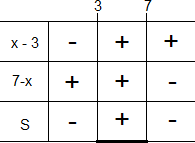
Resolução da Inequação-Produto.

Observando a imagem, concluimos que o trecho em que o produto assume valor positivo é aquele que compreende os valores de {\displaystyle x} entre {\displaystyle 3} e {\displaystyle 7}.

## Outras inequações-produto
É possível, na verdade, observar inequações-produto sem fatores que sejam resumidos à inequações do 1º grau ou que tenham mais de dois fatores. Sua resolução, todavia, apesar de usar os métodos descritos, requisita outros conhecimentos:
{\displaystyle (x^{3}-2x^{2}+5)[log_{x}(x-1)]({\sqrt {2^{x}-x^{2}}})<0}